# Saint-Sernin-du-Bois
Saint-Sernin-du-Bois ist eine französische Gemeinde mit 1.729 Einwohnern (Stand: 1. Januar 2022) im Département Saône-et-Loire in der Region Bourgogne-Franche-Comté. Sie gehört zum Arrondissement Autun und zum Kanton Le Creusot-2 (bis 2015: Kanton Le Creusot-Est). Die Einwohner werden Saint-Serninois genannt.

## Geographie
Saint-Sernin-du-Bois ist eine banlieue im Norden von Le Creusot. Umgeben wird Saint-Sernin-du-Bois von den Nachbargemeinden Antully im Norden, Saint-Firmin im Osten und Nordosten, le Creusot im Süden sowie Marmagne im Westen.

## Bevölkerungsentwicklung
| Jahr                      | 1962 | 1968 | 1975 | 1982 | 1990 | 1999 | 2006 | 2011 |
| Einwohner                 | 1223 | 1114 | 1232 | 1646 | 1855 | 1720 | 1774 | 1845 |
| Quelle: Cassini und INSEE |      |      |      |      |      |      |      |      |

## Sehenswürdigkeiten
Am westlichen Ortsrand liegt ein kleiner Stausee.